# Canal Royal

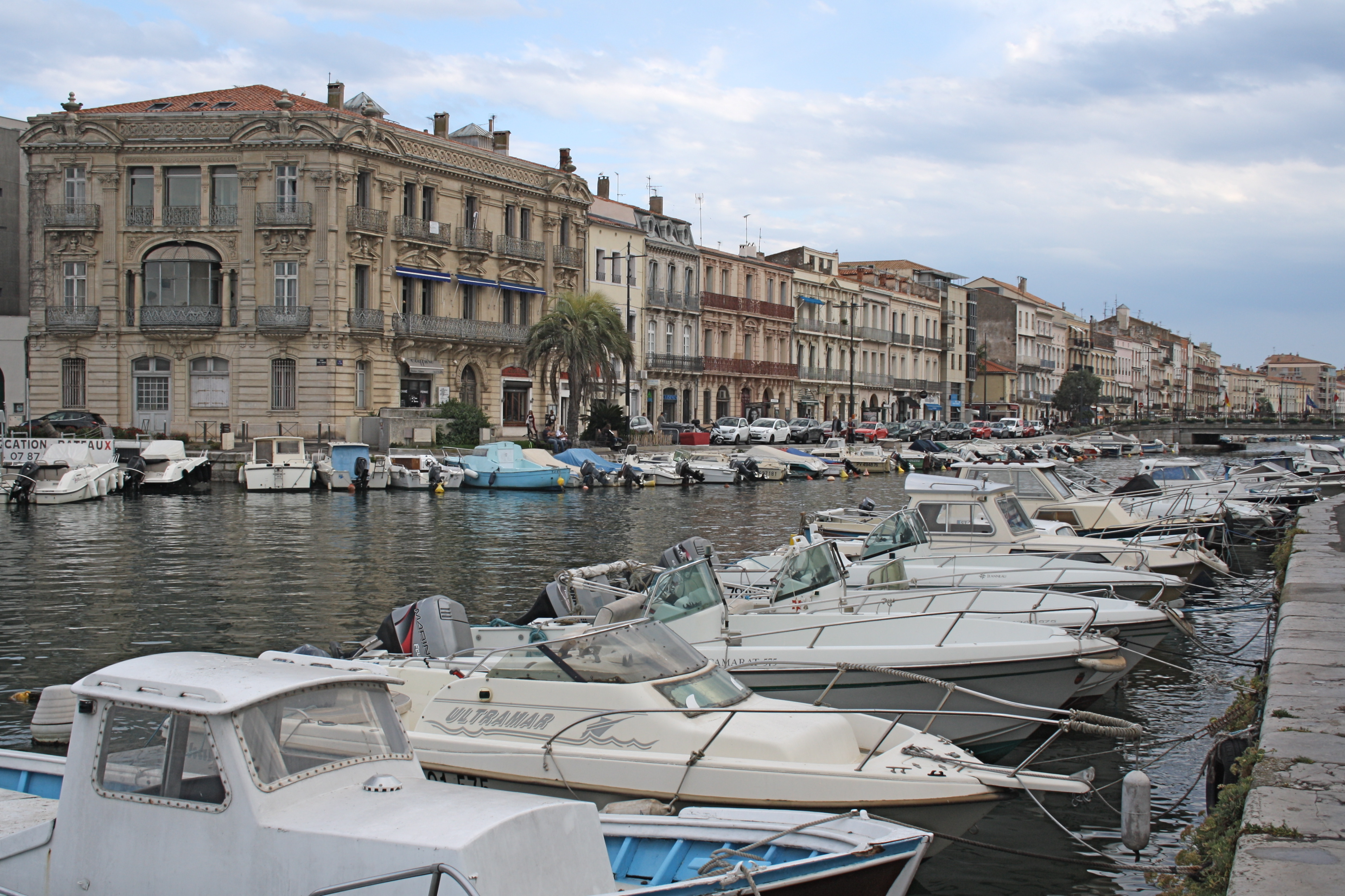
Canal Royal in Sète

Der Canal Royal (auch: Canal de Sète) ist ein Schifffahrtskanal in Frankreich. Er stellt die Verbindung zwischen dem Mittelmeer und der Lagune Étang de Thau im Languedoc dar. Gebaut wurde er als östliche Fortsetzung des bei Marseillan in die Lagune mündenden Canal royal en Languedoc (heute: Canal du Midi).

## Beschreibung

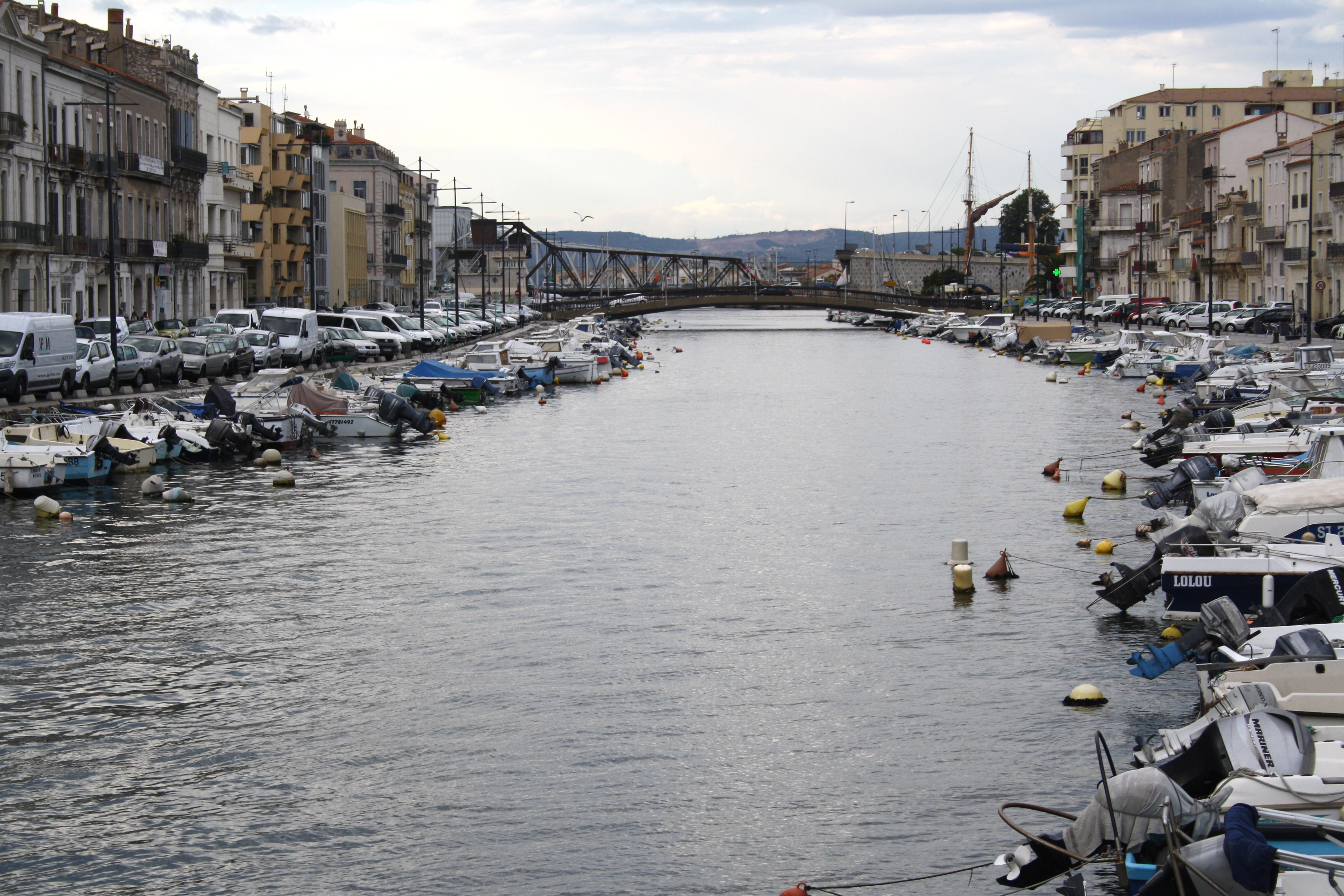
Nordabschnitt des Kanals, im Hintergrund die Klappbrücken

Der knapp 2,1 km lange Kanal liegt vollständig auf dem Gebiet der südfranzösischen Stadt Sète. Der Abschnitt zwischen den beiden Brücken Pont de la Civette und Pont de la Savonnerie wird „Cadre Royal“ genannt. Dort finden alljährlich die „Joutes“ genannten Turniere statt, ein Kampfspiel von zwei jeweils sechzehn Seeleute zählenden Parteien (die „Roten“ und die „Blauen“) in ihren Booten.
In östlicher Richtung gehen vom Canal Royal zwei weitere Kanäle ab: etwa auf halber Länge der Canal de la Peyrade als Verlängerung des Canal du Rhône à Sète, nördlich davon führt der Canal Latéral zum Yachthafen Bassin du Midi und zum ab 1839 parallel zum Canal Royal angelegten Canal Maritime.
Der Kanal wird mit fünf Straßenbrücken und einer Eisenbahnbrücke gequert. Die beiden nördlichsten, die Brücke der zweigleisigen, elektrifizierten Hauptbahn Bordeaux–Sète und die nahe Straßenbrücke Pont Sadi Carnot sind als Klappbrücken ausgeführt. Für die Passage größerer Schiffe können sie geöffnet werden; jene befahren südlich davon den Canal Latéral und den Canal Maritime.

## Geschichte

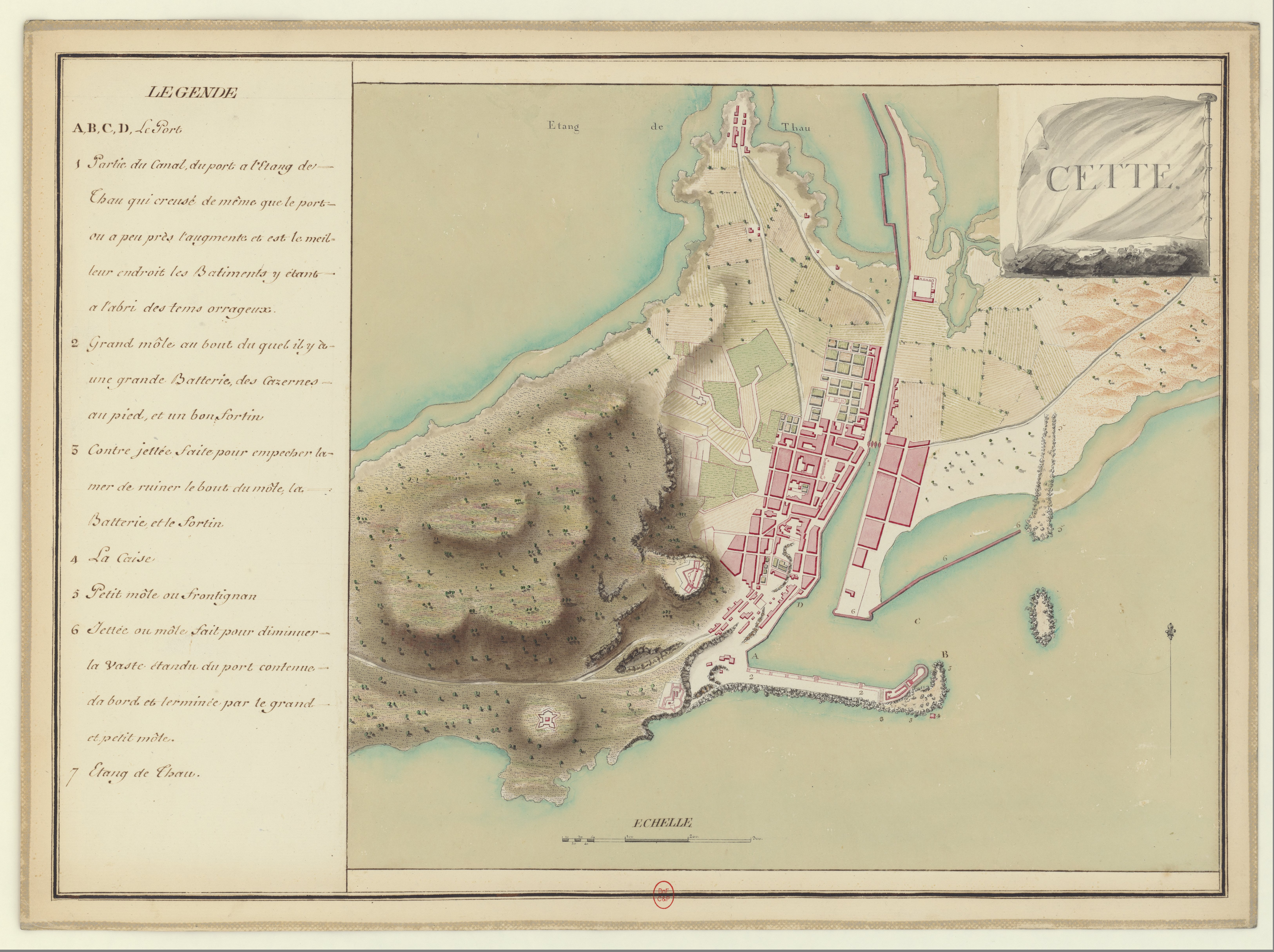
Plan von Sète (damals Cette geschrieben) mit Hafen und Kanal, links der Mont Saint-Clair (1777)

Pierre-Paul Riquet, der Erbauer des Canal du Midi, fand am Cap de Sète den passenden Ort, um jenen an das Mittelmeer anzubinden. Zeitgleich regte Louis Nicolas de Clerville, der im Auftrag des königlichen Ministers Jean-Baptiste Colbert nach einem geeigneten Bauplatz für einen Hafen suchte, dessen Errichtung an jener Stelle am Fuß des 175 m hohen Hügels Mont Saint-Clair an. Riquet legte im Mai 1663 Colbert seine Pläne vor, die Ludwig XIV. Anfang Oktober 1666 in einem Edikt billigte. Der Auftrag für den Bau des Kanals vom Étang de Thau zum Mittelmeer am Hafen von Sète – dem heutigen Canal Royal – sowie der Ausbau des Hafens selbst wurde Riquet 1669 erteilt.
Am 29. Juli 1666 begannen die Arbeiten für den Hafen, zunächst wurde im Meer die 650 m lange Steinmole „Saint Louis“ errichtet. Auf einer Karte aus dem Jahr 1682 ist der Canal Royal bereits eingezeichnet. 1708 wurde der mittlerweile durch von Antoine Niquet, einem Schüler Vaubans, entworfene Festungsanlagen geschützte Hafen fertiggestellt.
Auf der Nordseite des Hafenbeckens und beiderseits des Canal Royal entwickelte sich in der Folgezeit die Stadt Sète.